# Birtum
Birtum (vagy Birtu, Birdu, sumer dbi-i-ir-tum) sumer isten. Nevének jelentése a sumer nyelvben „kötelék, gúzs, bilincs” (𒁉𒅕𒌅, az akkádban „erőd, kastély” (𒁉𒅕𒌅). Az i. e. 2. évezred elején tűnik fel az istenlistákban. Ekkor Nungal istennő férje, Enlil fia. Késői sumer teológiai alkotás, valószínűleg Nungal – aki maga is a III. uri dinasztia idejéből származik – családi kapcsolatainak kialakítása során jött létre.
Az akkád mitológia Nungalt és Birtumot is az alvilági istenkörbe sorolta, Birtum időnként Nergallal azonosult.